# Амфакситида
Амфакситида (др.-греч. Ἀμφαξίτις; дословно — «вокруг Аксия») — историческая область на восточном берегу реки Аксий (современные северные соседи Греции именуют её Вардар). Название впервые встречается у Полибия.
Амфакситида представляет собой узкую плодородную равнину на восточном побережье реки Аксиос. От Стримона её отделяла обширная холмистая территория. Амфакситиду могут рассматривать частью более обширной исторической области Мигдония. Если восточная граница области нечёткая, то западная представлена рекой Аксий, которая разделяет Амфакситиду и Боттиею.
Изначально область населяли пеоны, о чём свидетельствует «Илиада» Гомера:
Вслед им Пирехм предводил криволуких пеонов, далеко
Живших в странах Амидона, где катится Аксий широкий.
Около 511 года до н. э. пеонийцев разгромили войска персов под командованием Мегабаза. Этим воспользовались македоняне, которые в отличие от пеонийцев признали власть царя царей империи Ахеменидов. При Аминте I область вошла в состав Македонского царства.